# Section.80
Section.80 — дебютный студийный альбом американского рэпера Кендрика Ламара. Он был выпущен 2 июля 2011 года на лейбле Top Dawg Entertainment (TDE). В течение нескольких лет, предшествующих его выпуску, Ламар выпускал различные микстейпы под псевдонимом K.Dot. В 2010 году Ламар выпустил Overly Dedicated, свой четвертый сольный микстейп. Вскоре после его выхода он начал работать над “Section.80”.
Продюсированием альбома Section.80 в основном занимались внутренние продюсеры TDE из продюсерской группы Digi+Phonics, а также THC, Томми Блэк, Wyldfyer, Террас Мартин и J. Cole. Концептуальный альбом включает в себя лирические темы, озвученные Ламаром, такие как эпидемия крэка 1980-х годов, расизм и толерантность к лекарствам у поколения Y. В альбоме присутствуют гостевые участия от GLC, Колина Монро, Ashtrobot, BJ the Chicago Kid, Schoolboy Q, Ab-Soul и вокал от певицы и автора песен Алори Джо.
Section.80 получил в целом положительные отзывы критиков после его выхода. Альбом дебютировал на 113 месте в чарте US Billboard 200, и по состоянию на февраль 2014 года было продано 130,000 копий в США. В апреле 2017 года он получил золотую сертификацию от Американской ассоциация звукозаписывающих компаний (RIAA).

## Предыстория и выпуск
Перед выпуском альбома Кендрик Ламар выпустил несколько микстейпов под псевдонимом K.Dot. Первый из этих микстейпов, названный “Youngest Head Nigga in Charge”, принёс Ламару контракт с лейблом Top Dawg Entertainment. Через Top Dawg Entertainment Ламар выпустил четыре микстейпа, включая Overly Dedicated. Ламар почувствовал необходимость записать этот альбом после того, как его друг попал в тюрьму на двадцать пять лет, что стало для него болезненным событием.
Ламар начал работать над альбомом в январе 2011 года. Альбом записывался в студии Top Dawg в Карсоне, Калифорния. Большая часть альбома была написана на кухне у матери Ламара и в его туровом автобусе. Во время записи альбома Ламар стремился к тому, чтобы он был “максимально органичным”, иногда оставляя песни незавершёнными на длительные периоды времени.

## Музыка и тексты
Музыкально, Section.80 представляет собой политический хип-хоп и альтернативный рэп с минималистичным джазовым продакшеном. Композиции альбома включают в себя дополнительные элементы поп-музыки, бум-бапа, R&B и «фанковые эксперименты» в рамках южного хип-хопа. В лирическом плане, Section.80 является концептуальным альбомом, исследующим широкий спектр тем, таких как эпидемия крэка 1980-х годов, толерантность к лекарственным препаратам, расизм и президентство Рональда Рейгана. Ламар отметил, что он записал этот альбом для обсуждения проблем своего поколения.

## Трэки
Несколько трэков на альбоме Section.80 посвящены двум женщинам, Тэмми и Кише, и их личным трудностям. "Tammy's Song (Her Evils)" рассказывает о двух девушках, которые изменяют своим парням, узнав об их неверности, и, в конце концов вступают в интимные отношения друг с другом, так как больше не могут доверять мужчинам. "Keisha's Song (Her Pain)" повествует о проститутке, которая ищет утешения и контроля, но в конечном итоге погибает. В песне "A.D.H.D." Ламар обращается к теме "отрыва, вечеринок и беззаботности", в то время как "Kush & Corinthians" отмечает, что справедливость и мораль редко бывают однозначными, а в "No Make-Up" ратует за естественность девушек.
Ведущий сингл альбома и заключительный трэк, "HiiiPoWeR", объясняет движение "HiiiPoWeR", продвигаемое Ламаром и его коллегами по лейблу TDE. Трэк появилась благодаря взаимодействию Ламара с рэпером J. Cole и президентом TDE Punch.
В "Ronald Reagan Era" присутствуют неуказанные вокальные записи RZA, которые, как Ламар упомянул в интервью с Complex в 2011 году, были предоставлены лондонским диджеем DJ Fricktion, работавшим с RZA над различными записями. В августе 2019 года песня "The Spiteful Chant" была удалена со стриминговых сервисов без комментариев от Ламара или Top Dawg Entertainment. Существует мнение, что причиной удаления стали проблемы с лицензированием семплов, так как "The Spiteful Chant" содержит неочищенный сэмпл из песни "Iron" Вудкида 2011 года.

## Маркетинг и продажи
Альбом Section.80 был выпущен 2 июля 2011 года. В первую неделю в Соединенных Штатах было продано 5000 копий и альбом дебютировал на 113 месте в чарте US Billboard 200, несмотря на минимальную рекламу и освещение в основных средствах массовой информации. За две недели в США было продано в общей сложности 9000 копий альбома, а к февралю 2014 года общее количество проданных копий составило 130000. 14 апреля 2017 года альбом получил золотой сертификат от Американской ассоциации звукозаписывающих компаний (RIAA) за совокупные продажи и альбомные единицы, превысившие 500,000 экземпляров.

## Отзывы
| Совокупная оценка          | Совокупная оценка |
| Источник                   | Оценка            |
| -------------------------- | ----------------- |
| Metacritic                 | 80/100            |
| Оценки критиков            |                   |
| Источник                   | Оценка            |
| AllMusic                   | [ 7 ]             |
| Beats Per Minute           | 90%               |
| Entertainment Weekly       | B                 |
| HipHopDX                   | 4.0/5             |
| MSN Music (Expert Witness) | B+                |
| Pitchfork                  | 8.0/10            |
| PopMatters                 | 8/10              |
| RapReviews                 | 8/10              |
| Tom Hull – on the Web      | B+ ()             |
| XXL                        | 4/5               |

Section.80 получил положительные отзывы. На сайте Metacritic, который присваивае рейтинг из 100 на основе рецензий профессиональных изданий, альбом получил средний балл 80 на основании 11 рецензий.
Андрес Тардио из HipHopDX высоко оценил альбом, написав, что Ламар «возможно, искал ответы, но это путешествие позволило ему создать один из самых выдающихся альбомов этого года — Section.80»." Рецензируя альбом для Pitchfork, Том Брейхан выразил мнение, что «несмотря на все серьёзные недостатки, Section.80 остаётся мощным свидетельством того, как невероятно перспективный молодой человек находит свой голос». По мнению журналиста XXL Адама Флейшера, альбом показывает, что «мозг его автора не потерян и не бесполезен, поскольку он сплетает тщательно продуманные мысли, прежде чем выплеснуть их в рэпе на каждом из 16 треков проекта, гарантируя, что ничто не будет бесполезным или лишённым смысла». Дэвид Амидон из PopMatters сравнил Ламара с ранним Ice Cube, отметив, что «Ламар просто описывает то, что видит, и хотя он может не предлагать решений так часто, как это делал Ice Cube, он определённо умеет создавать яркие и запоминающиеся образы». Том Халл отметил, что Ламар «настолько глубоко погружает песню о ‘ниггерах и шлюхах’, что может установить на этом месте флагшток, но при этом также напоминает о зле эпохи Рейгана, что весьма впечатляюще для человека, родившегося, когда разгорался Ирангейт».
Pitchfork поместил альбом на 45-е место в своем списке «Топ 50 альбомов 2011 года». Complex поместил альбом на седьмое место в списке лучших альбомов 2011 года. В честь пятилетия альбома Section.80 обозреватель Forbes Огден Пейн написал статью, в которой объяснил, как этот альбом возвел Ламара в “королевскую семью хип-хопа”, назвав его “началом пути Кендрика Ламара к успешному сочетанию социального комментария с массовой привлекательностью, одновременно закладывая основу для его статуса как Короля Кендрика”. В 2014 году NME поместил альбом на третье место в своем списке «101 альбом, который нужно услышать перед смертью»...
На Rap.ru альбом “Section.80” рассматривается как работа, которая закрепила за Ламаром статус перспективного новичка. Леша Горбаш отмечает, что альбом сочетает простые темы с глубокими концептуальными линиями, что делает его слушателем доступным и интересным одновременно.. В 2016, к пятилетию альбома, в статье на сайте The Flow “Section.80” называется самым доступным альбомом Кендрика Ламара, который укрепил его позиции после предыдущих релизов. Леша Горбаш пишет, что альбом содержит элементы, которые сделали последующие работы Ламара такими популярными, такие как концептуальные истории и идеи гордости за черную культуру. Альбом “Section.80” показывает, как Ламар, будучи ещё молодым артистом, уже был способен создавать глубокие и содержательные работы.

## Список композиций
| №                   | Название                                                         | Автор(ы)                                  | Продюсер(ы)           | Длительность |
| ------------------- | ---------------------------------------------------------------- | ----------------------------------------- | --------------------- | ------------ |
| 1.                  | «Fuck Your Ethnicity»                                            | Кендрик Ламар Axel Morgan                 | THC                   | 3:44         |
| 2.                  | «Hol' Up»                                                        | Ламар Sounwave Mark Spears                | Sounwave              | 2:53         |
| 3.                  | «A.D.H.D»                                                        | Ламар Matt Martians Matthew Martin Spears | Sounwave              | 3:35         |
| 4.                  | «No Make-Up (Her Vice)» (при участии Colin Munroe)               | Ламар Spears Colin Munroe                 | Sounwave              | 3:55         |
| 5.                  | «Tammy's Song (Her Evils)»                                       | Ламар Ricci Riera Morgan                  | THC                   | 2:41         |
| 6.                  | «Chapter Six»                                                    | Ламар Tommy Black Fredrik Halldin         | Tommy Black           | 2:41         |
| 7.                  | «Ronald Reagan Era (His Evils)»                                  | Ламар Tae Beast Donte Perkins             | Tae Beast             | 3:36         |
| 8.                  | «Poe Mans Dreams (His Vice)» (при участии GLC)                   | Ламар GLC [William Brown                  | Willie B              | 4:21         |
| 9.                  | «The Spiteful Chant» (при участии Schoolboy Q)                   | Ламар Куиинси Ханли Spears                | Sounwave Dave Free    | 5:20         |
| 10.                 | «Chapter Ten»                                                    | Ламар Riera Morgan                        | THC                   | 1:15         |
| 11.                 | «Keisha's Song (Her Pain)» (при участии Ashtrobot)               | Ламар Perkins                             | Tae Beast             | 3:47         |
| 12.                 | «Rigamortis»                                                     | Ламар Eric Reed                           | Willie B Sounwave [a] | 2:48         |
| 13.                 | «Kush & Corinthians (His Pain)» (при участии BJ the Chicago Kid) | Ламар Wyldfyer                            | Wyldfyer              | 5:04         |
| 14.                 | «Blow My High (Members Only)»                                    | Ламар Melissa Elliott Timothy Mosley      | Tommy Black           | 3:35         |
| 15.                 | «Ab-Soul's Outro» (при участии Ab-Soul)                          | Ламар Herbert Stevens Terrace Martin      | Martin                | 5:50         |
| 16.                 | «HiiiPoWeR»                                                      | Ламар Jermaine Cole                       | J. Cole               | 4:39         |
| Общая длительность: | Общая длительность:                                              | Общая длительность:                       | Общая длительность:   | 59:44        |

Примечания
- ↑  сопродюсер
- "A.D.H.D" содержит дополнильный вокал от Ab-Soul
- "HiiiPoWer" содержит дополнильный вокал от Alori Joh

## Участники записи
По данным AllMusic.
| - Kendrick Lamar – основной исполнитель - Sounwave – продюсер - Terrace Martin – продюсер - J. Cole – продюсер - Wyldfyer – продюсер - Tommy Black – продюсер - Dave Free – продюсер - Derek "MixedByAli" Ali – инженер записи, микширование | - Ab-Soul – приглашённый исполнитель - BJ the Chicago Kid – приглашённый исполнитель - Colin Munroe – приглашённый исполнитель - Schoolboy Q – приглашённый исполнитель - Ashtrobot – приглашённый исполнитель |